# Väster-Långslädan
Väster-Långslädan är en sjö i Umeå kommun i Västerbotten och ingår i Tavelån-Umeälvens kustområde. Sjön har en area på 0,397 kvadratkilometer och ligger 1 meter över havet. Den mottar vatten från Lövösundet och avrinner genom den 200 meter långa Djupsundsbäcken till havet.
Ännu på 1700-talet ska Västerlångslädan, Lövösundet, Lövsundet och Kasaviken ha varit en enda fjärd sammanhängande med Tavlefjärden.

## Delavrinningsområde
Väster-Långslädan ingår i det delavrinningsområde (707423-172639) som SMHI kallar för Utloppet av Västerlångslädan. Medelhöjden är 8 meter över havet och ytan är 1,86 kvadratkilometer. Räknas de 2 avrinningsområdena uppströms in blir den ackumulerade arean 7,44 kvadratkilometer. Avrinningsområdets utflöde mynnar i havet. Avrinningsområdet består mestadels av skog (39 procent). Avrinningsområdet har 0,4 kvadratkilometer vattenytor vilket ger det en sjöprocent på 16,8 procent. Bebyggelsen i området täcker en yta av 0,91 kvadratkilometer eller 38 procent av avrinningsområdet.